# 大抜卓人
大抜 卓人（おおぬき たくと、1974年1月8日 - ）は、日本のラジオDJ、パーソナリティ、司会者。奈良県生駒市出身。フリーではあるが、キッスコーポレーションと業務提携をしている。
オオヌキタクトおよびTACTY（タクティー）名義でも活動。

## 略歴
桃山学院大学文学部卒業。
アメリカ合衆国ニューハンプシャー州のフランクリンピアス大学（FRANKLIN PIERCE UNIVERSITY）でマスコミを専攻する傍ら、カレッジラジオDJやクラブDJとして全米のイベントに多数出演。選曲はハードコアテクノが中心で、1999年にはシカゴの「SYMBIOTIC RECORDINGS」レーベルから12インチ・レコード「IN FULL EFFECT EP」をリリース。
帰国後はデザイン会社の営業やユニバーサル・スタジオ・ジャパンの専属MCを経験。
2001年にFM802のDJオーディションに合格し、2002年1月にデビューした。また、DJの他、イベントのMCやテレビ番組等でも活動している。

## 人物
ハードコアテクノやドラムンベース等のダンスミュージックの他、ハードロックやヘヴィメタル好きとしても知られている。カラーコンタクトレンズを装用している。
ランニングが趣味。

## 出演

### 現在

#### ラジオ
FM802
- on-air with TACTY IN THE MORNING（2013年4月1日 - ）

#### テレビ
読売テレビ
- キューン!（2009年4月 -）
- すもももももも!ピーチCAFE - 準レギュラー
- A de Coorde〜Aクラスの着こなし術（2015年7月 - ）
- イベントガイド（2009年4月 -）

奈良テレビ
- ゆうドキッ!（2022年7月7日 - ）- 月・金曜メインMC（2025年3月までは木・金曜メインMC）

テレビ大阪
- 音楽爆弾（2022年2月2日 - ）[9]

NHK大阪
- ほっと関西（2021年4月 - ）- 月1水曜レギュラー

#### CM
- 姫路セントラルパーク（2017年春）

#### その他
- KANSAI LIVE INFORMATION（TSUTAYA VISION サイネージ番組、2015年7月 - ）
- TACTY CHANNEL（トンボリステーション、2013年4月 - ）

### 過去の出演

#### ラジオ
FM802
- ROCK KIDS 802（リクエストセンターのリポーター）
- The Music Never Stopped
- FUNKY JAMS 802
- HITS UP 802
- 802 YOUNG TRIBE
- DESIGN THE NIGHT（2006年10月-2008年10月）
- FUNKY CONTDOWN PARTY（2009年12月31日 21:00 - 2010年1月1日 1:00)
- ROCK KIDS 802（2005年4月 - 2006年9月・2008年10月 - 2013年3月）
- DELICIOUS FRIDAY（2008年10月 - 2013年3月）
- 木下グループ Beautiful Harmony（2013年4月6日 - 2017年10月28日）

TOKYO FM
- TOKYO LOUD（2013年10月3日 - 2017年3月）
- TOKYO CALLING（2016年4月 - 2017年3月）
- FESTIVAL OUT（2017年4月 - 2019年12月）

InterFM897
- HEADBANGERS!!（2013年4月1日 - 2018年9月30日）
- LIVE!LIVE!LIVE!（2017年11月1日 - 2019年5月29日）

FM AICHI
- LOVELY STREET（2011年4月 - 2012年3月）

#### テレビ
三重テレビ放送
- MUSIC MODE（2007年10月 - 11月）

讀賣テレビ放送
- 情報ライブ ミヤネ屋（毎週木曜日「No.1」コーナー担当、2008年7月 - 10月）
- 20万人のロック！スカパラ・ケンコバのRUSHBALL　うん！…ん？（2008年7月 - 9月）
- 音・パレード（金 - 日深夜、2005年4月 - 2009年3月）
- わおーん!（2008年4月 - 2009年3月）
- ウラナオ（2009年1月 - 2009年3月）
- RUSHBALL TV - IMALUのROCK MODE（2009年8月）
- ベストヒット歌謡祭（2008年11月27日・2009年11月26日、2010年11月25日、ナレーションのみ）

毎日放送
- 上沼恵美子も感激韓国 欲望満たし旅（2009年2月15日）
- 上沼恵美子の花の東京おのぼりツアー（2009年3月29日）
- 上沼恵美子の井戸端会議（2010年3月14日）

朝日放送テレビ
- なるみ・岡村の過ぎるTV（2024年9月16日）

NHK大阪
- 学校再発見バラエティー あほやねんすきやねん（隔週エンタメコーナー担当、2015年4月 - 2016年3月）
- じもてぃ愛情マップ みんな すきやねん!→まちけん参上!〜あなたの街のおもしろ検定〜（ナレーション担当、2016年4月 - 2020年3月 ）

J:COMチャンネル
- TACTY STATION
- MUSIC MASTER（2015年4月 - 終了）

#### その他
ユニバーサルスタジオジャパン
- KWBB MUSIC VIBE（UNIVERSAL STUDIOS JAPAN/KWBB、2003年10月 - 2008年12月）